# Dario Mangiarotti
Dario Mangiarotti (Milánó, 1915. december 18. – Lavagna, 2010. április 9.) olimpiai és világbajnok olasz párbajtőrvívó. Apja Giuseppe Mangiarotti olimpikon párbajtőrvívó, öccsei Edoardo Mangiarotti olimpiai és világbajnok tőr- és párbajtőrvívó, valamint Mario Mangiarotti világbajnoki ezüstérmes párbajtőrvívó, unokahúga Carola Mangiarotti olimpikon tőrvívónő.